# Balthasar von Büren (Domherr)

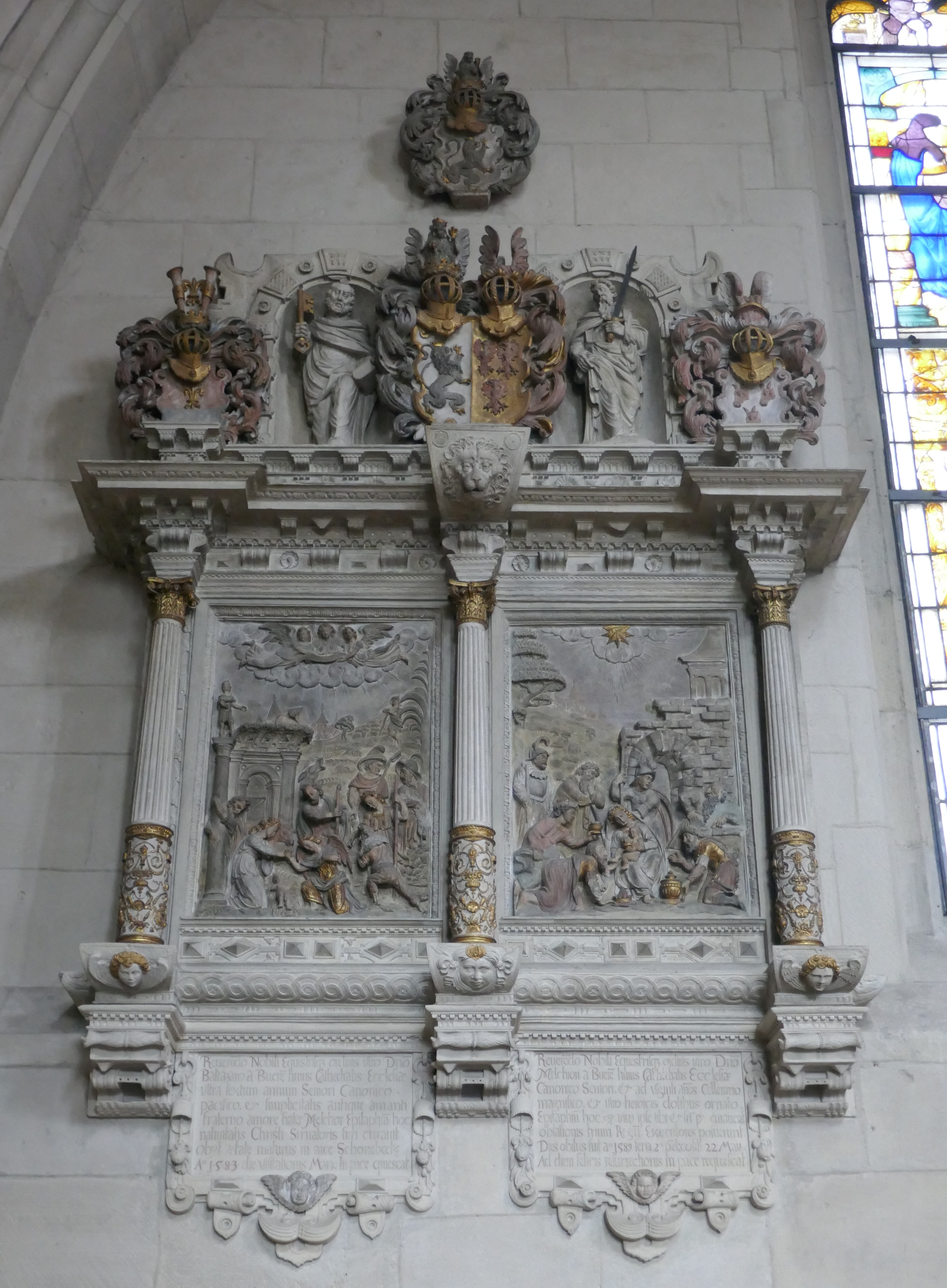
Doppelepitaph für Balthasar und seinem Bruder Melchior im Dom zu Münster

Balthasar von Büren (* im 16. Jahrhundert; † 2. Juli 1583 in Appelhülsen) war Domherr in Münster.

## Leben

### Herkunft und Familie
Balthasar von Büren entstammte dem westfälischen Adelsgeschlecht Büren, das zeitweise eines der mächtigsten im Bistum Paderborn war und dessen Angehörige sich während der Reformation überwiegend zum Calvinismus bekannten. Bis auf den Paderborner Domherrn Bernhard von Büren († 1580), der evangelisch war, gehörten die Dignitäten des Hauses von Büren dem katholischen Glauben an. Balthasar war der Sohn des Johann von Büren zu Davensberg († 1544, Drost zu Werne) und dessen Gemahlin Maria von Coevorden. Seine Geschwister waren Melchior (Domherr in Münster), Jobst (Herr zu Davensberg), Johanna (⚭ Gerhard Morrien) und Agnes (⚭ Johann Wulff zu Füchteln).

### Werdegang und Wirken
Als Balthasars Onkel Melchior von Büren im Jahre 1543 verzichtete, übernahm er die Domkantorei und das damit verbundene Archidiakonat Albersloh. Im Oktober 1568 verzichtete er auf diese Ämter und übernahm im Gegenzug das Archidiakonat Warendorf. Aus einem Konkubinat stammten die Kinder Caspar (Vikar in Amelsbüren) und Clara (⚭ Hermann Melschede).